# كامفيد
كامفيد هي منظمة أسستها آن كوتون في 1993 لتقديم الدعم المالي والاجتماعي والهيكلي للفتيات من المرحلة الابتدائية حتى المرحلة الثانوية، والكلية وما بعدها، فضلًا عن تكنولوجيا المعلومات والاتصالات، والصحة، والتدريب المهني للشابات. وهي تعالج قضايا الفقر وعدم المساواة في جنوب الصحراء الإفريقية من خلال مساعدة الفتيات على الدراسة والنجاح، وتمكينهنّ لتصبحن في موقع ريادي للتغيير. فازت كامفيد بالجائزة السنويّة للمساعدة الدولية والتنمية عام 2003. وفي عام 2004، اعترفت منظمة التعاون الاقتصادي والتنمية بكامفيد كأفضل الممارسات لتوسيع نطاق الابتكار في التنمية.

## التأسيس
خلال أكثر من عقدين من الزمن، قادت السيدة كوتون جهودًا لتحسين الفرص التعليمية للفتيات والنساء الشابات على هامش النظام التعليمي. وقد بدأ التزامها بتعليم الفتيات في إفريقيا في عام 1991 عندما زارت زيمبابوي للبحث في أسباب انخفاض نسبة تسجيل الفتيات في المدارس في المناطق الريفية. وقد اكتشفت أنّ العامل الأساسي في إبقاء الفتيات خارج المدارس هو الفقر لا العوائق الاجتماعية. وفي عام 1993، قامت بحملة من أجل تعليم الإناث ترمي لرعاية وتمويل برامج يتم تصميمها وتنفيذها من قبل المجتمعات المحلية بما يتناسب مع احتياجاتهم المحددة. وتتبع المنظمة نهجًا شموليًا من الشراكة مع جميع الدوائر التي تؤثر على خيارات التعليم والحياة المتاحة أمام الفتيات لكسر حلقة الفقر، وزواج الأطفال، والمعدلات المرتفعة للمواليد، والمعدلات العالية في الإصابة بفيروس نقص المناعة البشرية المكتسب. وقد استفاد ما يفوق ثلاثة ملايين طفل من البرامج التعليمة المبتكرة لكامفيد من خلال شبكة تتألّف من 5085 مدرسة شريكة في زيمبابوي وزامبيا وغانا وتنزانيا ومالاوي.

## كاما
تُعد كاما أحد المشاريع الأكثر فعالية وابتكارا لكامفيد، وهي شبكة إفريقية فريدة وقوية تتكوّن من 24436 عضوا من خريجي كامفيد، كثير منهم يدرب ويرشد بدوره الأجيال الجديدة من الطلاب.